# 'Abdallah ibn Muhammad ibn Yazdad al-Marwazi
Abu Salih 'Abdallah ibn Muhammad ibn Yazdad al-Marwazi (en árabe: أبو صالح عبد الله بن محمد بن يزداد المرزوي‎) (muerto en 875) fue un alto funcionario persa del califato abasí en la mitad del siglo IX. Sirvió brevemente como visir (árabe: wazir) durante el califato de al-Musta'in (r. 862–866).

## Biografía
La familia de Ibn Yazdad provenía de la ciudad de Marw en Khurasan; su bisabuelo era un zoroástrico convertido al Islam. Su padre, Muhammad ibn Yazdad al-Marwazi, había sido un oficial en la burocracia califal, habiendo servido como penúltimo secretario del califa al-Mamun, quien murió en 833. Ibn Yazdad mismo escogió una carrera en el servicio civil y trabajó como secretario de gobierno (katib), trabajando con los califas en Samarra. En 859 es mencionado estando en el cargo del Departamento de Control de Propiedades (diwan zimam al-diya'), supervisando la administración de tierras estatales. En 862, al inicio del Califato de al-Musta'in, fue enviado a Fars, pero pronto fue llamado a la capital para servir en la secretaría de Ahmad ibn al-Khasib.
En junio de 863, tras el asesinato del visir Utamish, Ibn Yazdad, fue seleccionado por al-Musta'in para sucederle en el cargo. Durante su visirato, Ibn Yazdad intentó mejorar la salud fiscal del gobierno, y promulgó políticas duras contra los comandantes del ejército, dado que sus salarios constituían un importante gasto en el tesoro estatal. Estas medidas pronto provocaron rebelión, y un número de militares, incluyendo Bugha al-Sharabi, conspiraron para matarle. Ante tal hostilidad, Ibn Yazdad huyó a Bagdad, poniendo fin a su visirato después de algunos meses.  Murió en 875.